# Regne d'Albània (edat mitjana)
El Regne d'Albània (albanès: Mbretëria e Arbërisë, llatí: Regnum Albaniae) fou un regne medieval creat per Carles d'Anjou amb els territoris romans d'Orient arrabassats al Despotat de l'Epir el 1271 i units al seu Regne de Sicília. L'últim territori del regne d'Albània, ubicat al voltant de Dirràquion, fou atorgat a la República de Venècia el 1392.

## Història
El Regne d'Albània (Regnum Albaniae) fou fundat per Carles d'Anjou al territori albanès que havia conquerit al Despotat de l'Epir el 1271. Oficialment era una mena de protectorat del Regne de Sicília. Carles d'Anjou assumí el títol de «rei d'Albània» el febrer del 1272. El regne s'estenia des de la regió de Dirràquion al sud per la costa fins a Butrot i arribava a l'interior fins al llac d'Okhrida. El seu territori era bastant similar al de l'actual Albània.

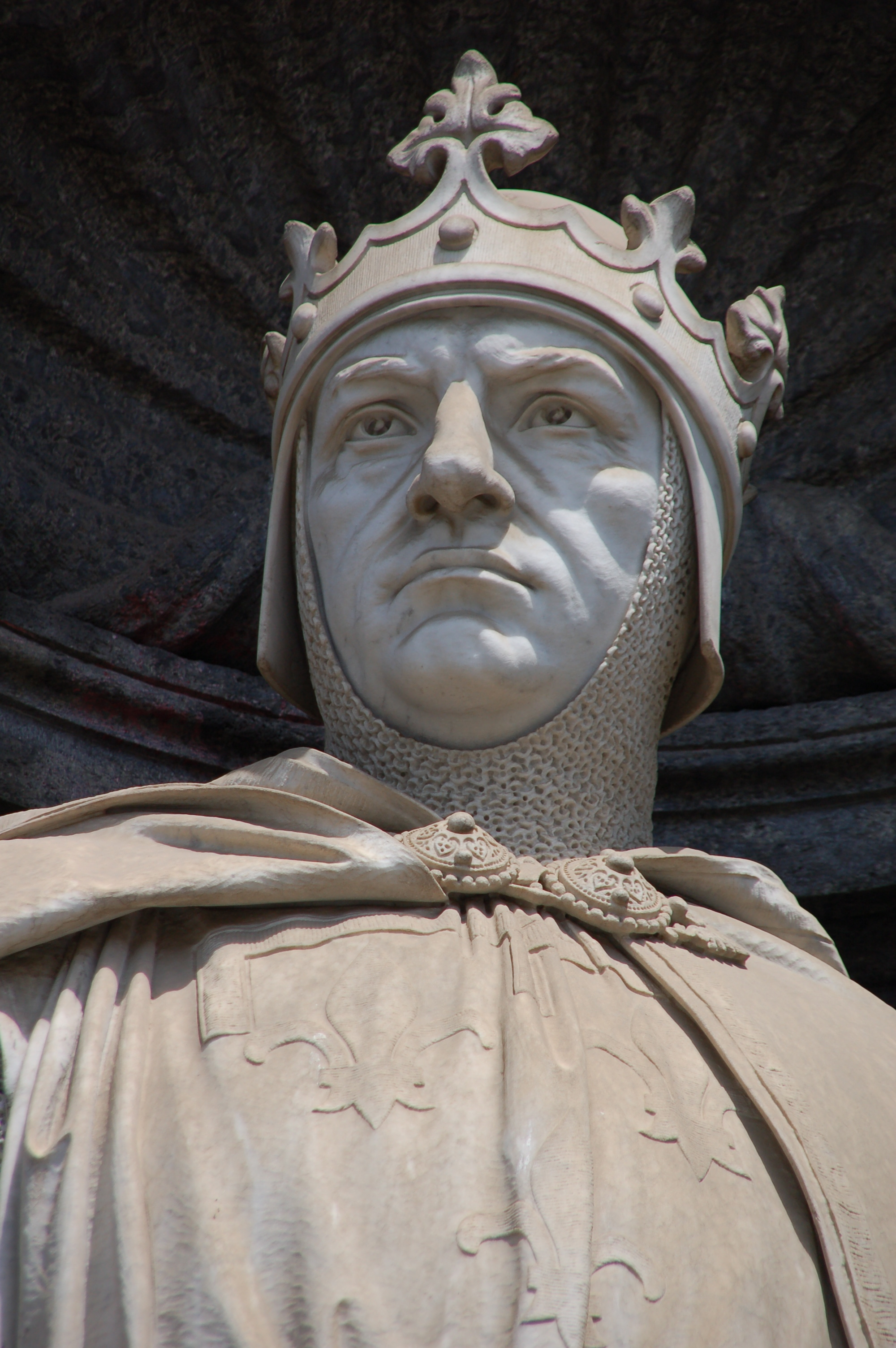
Carles d'Anjou

Un intent important de seguir avançant en direcció de Constantinoble fracassà en el setge de Belegrada (1280-1281). La prompta contraofensiva romana d'Orient obligà els angevins a recular.
El 1283, Carles d'Anjou nomenà Guillem de Berardi virrei d'Albània, amb seu a Dirràquion.
Les Vespres Sicilianes afebliren encara més la posició de Carles i el regne fou reduït ràpidament pels epirotes a una petita àrea al voltant de Dirràquion. Tanmateix, els angevins hi mantingueren la seva presència fins al 1368, quan la ciutat fou presa per Carles Thopia. Thopia fou el creador del petit «Principat d'Albània» (però Dirràquion oficialment romangué sota domini angeví).
El 1392, el seu fill lliurà la ciutat i els seus dominis a la República de Venècia, que els controlà durant un segle fins a les invasions turques.
A finals del segle xv tot Albània estava sota domini otomà.

## Característiques
Històricament el Regne d'Albània fou creat sobre algunes possessions en Albània (com Corfú) que havien pertanyut als normands del sud d'Itàlia des dels temps de Roger II. El 1259, Carles d'Anjou rebé uns territoris del nord del Despotat de l'Epir, que no pogué ocupar per estar ocupat lluitant en la presa del poder del Regne de Sicília. L'ambició de Carles d'Anjou el dugué a lluitar per la conquesta de Constantinoble i, per fer-ho, utilitzà el seu regne d'Albània, conquerit el 1271, com a trampolí per a aquesta conquesta sota els auspicis del mateix papa Gregori X.
Així doncs, el Regne d'Albània fou la segona «expansió» del Regne de Sicília, després de la creació del protectorat normand al Regne d'Àfrica el 1135.

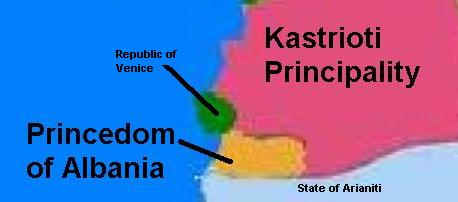
L'últim territori del Regne d'Albània, al voltant de Dirràquion, lliurat a la República de Venècia el 1392 (verd)

El Regne d'Albània fou un regne cristià on es promogué el catolicisme, que encara sobreviu al nord d'Albània (al voltant de la regió de Shkodër).
La llengua oficial era el llatí, mentre que les poblacions de l'interior parlaven l'albanès (encara que a Dirràquion i la costa circumdant es parlava el napolità dels milers de colons vinguts del sud d'Itàlia des de les invasions normandes i el dàlmata dels supervivents il·liris romanitzats d'aquesta ciutat).
Historiadors com Jacques Edwin calculen que la capital, Dirràquion, tenia uns 25.000 habitants el 1350, dels quals només un terç eren de llengua albanesa. Al seu apogeu (1272), el Regne d'Albània probablement tenia gairebé cent mil habitants, en gran part dedicats a l'agricultura i la ramaderia.
A aquest regne d'Albània (creat pels normands del sud d'Itàlia) es remuntaren les aspiracions d'unió a Itàlia, esdevingudes durant el feixisme de Mussolini.